# Premios APEI-PRTV
Los Premios APEI-PRTV son unos premios concedidos por la Asociación Profesional Española de Información de Prensa, Radio y Televisión (APEI-PRTV), que se conceden desde el año 2002. Cada año se otorga el premio a los profesionales más destacados del año anterior. La entrega de premios cada año se realiza en una localidad distinta.

## Premios año 2001
Otorgados el 9 de marzo de 2002 en Benidorm. 
- Prensa

- - Forges
  - Carmen Rigalt
  - Semanario ¡Hola!,
  - Ramón Pi
  - Draguy Steiner
  - Diario "La Nueva España"

- Radio

- - Carlos Herrera
  - María Jesús Chao
  - Julio César Iglesias
  - "El Tirachinas"
  - "Jóvenes al loro"
  - Radio Benidorm
  - Radio Sirena

- Televisión

- - José María Pou
  - Cristina García Ramos
  - Matías Prats
  - Manuel Giménez
  - "Saber y Ganar"
  - Rosa Mª Calaf

- Revelación

- - Maribel Casany

- Doblaje

- - María Dolores Gispert

- In Memoriam

- - Julio Fuentes

- Entrañables

- - José Luis Barcelona
  - José María Íñigo
  - Mario Beut
  - Tico Medina

## Premios año 2002
Otorgados el 29 de marzo de 2003 en Mallorca.
- Prensa

- - Antonio Burgos
  - José María Carrascal
  - Carlos Dávila
  - Marca
  - Pedro Serra

- Radio

- - Clave de Cinco
  - Cristina López Schlichting
  - Radio Mallorca
  - Antonio Giménez
  - Luis del Val

- Televisión
  - Ana Duato e Imanol Arias
  - Rosa López de Operación Triunfo
  - Fernando Argenta
  - Jordi Rebellón
  - Olga Viza

- Especial de Televisión

- - Informativos Telecinco: Hilario Pino

- Revelación

- - Ana García Obregón
  - Kiss FM

- Doblaje
  - Constantino Romero

- Entrañables

- - José Luis Uribarri
  - Rosa María Mateo
  - Laura Valenzuela
  - Jesús Hermida

- Mención Especial
  - CAC
  - Consejo Audiovisual de Catalunya

## Premios año 2003
Otorgados el 29 de mayo de 2004 en Roquetas de Mar. 
- Prensa

- - Diario La Verdad
  - Diario ABC
  - Raúl del Pozo
  - Marius Carol
  - Luis María Ansón
  - Montserrat Minobis

- Radio

- - Paloma Gómez Borrero
  - La tertulia de los capellanes
  - Esther Eiros
  - Manuel Antonio Rico
  - Pepa Fernández
  - Master de RNE

- Televisión

- - Sonia Ferrer y Pepa Bueno
  - Amparo Baró
  - Tito Valverde
  - Susanna Griso
  - Jesús Quintero
  - "Los Lunnis"...

- Revelación

- - Fernando Tejero

- Doblaje
  - Ramón Langa

- Entrañables
  - José de las Casas
  - Isabel Bauzá,
  - Pedro Macía
  - Isabel Tenaille
  - Eduardo Sotillos

- Extraordinarios

- Cadena COPE
- Radio Tarrassa-SER Vallés

## Premios año 2004
Otorgados el 9 de abril de 2005 en Oropesa del Mar
- Prensa
  - Diario Mediterráneo
  - Casimiro García Abadillo
  - Fernando Múgica
  - Fernando Jáuregui
  - Jaime Campmany...

- Radio
  - José María Arquimbau
  - César Vidal
  - Isabel Gemio
  - Luis del Olmo
  - Radio 3

- Televisión
  - Canal 9
  - Luis Merlo
  - Inés Ballester
  - Roberto Arce
  - Jesús Hermida

- Revelación
  - Mamen Mendizábal

- Doblaje
  - Manolo García

- Entrañables
  - Salomé
  - Marisa Medina
  - Enrique Rubio
  - Manuel Martín Ferrand

- Publicidad
  - El Corte Inglés

- Relaciones Públicas
  - Ayuntamiento de Madrid

- Especiales 
  - Irene Villa
  - Carmen Sevilla
  - Menchu Álvarez del Valle

## Premios año 2005
Otorgados el 6 de mayo de 2006 en Menorca
- Prensa

- - Diari de Tarragona
  - Salvador Aragonés
  - Josep Gamell
  - Maria de la Pau Janer
  - "Especial" a La Vanguardia

- Radio

- - Ricardo Aparicio
  - Xavier Bosch
  - Pedro Riba
  - Toni Clapés
  - Roman Hereter

- Televisión
  - Alfred Rodríguez Picó
  - Àngel Casas
  - Josep Cuní
  - Jaume Figueras
  - Albert Om
  - "Especial"
  - TV Cardedeu

- Revelación
  - Susanna Gasch

- Doblaje
  - Juan Antonio Bernal

- Entrañables
  - Ana María Solsona
  - Pilar Montero
  - Martí Galindo
  - Odette Pinto

## Premios año 2006
Otorgados el 24 de marzo de 2007 en Vigo
- Prensa

- - Cayetana Álvarez de Toledo
  - Dieter Brandau
  - Faro de Vigo
  - Alfonso Ussía
  - "Tiempo"

- Radio
  - Clásicos Populares
  - El Jardín de los Bonsáis
  - Fernando Ónega
  - Radio Vigo
  - Onda Cero Marbella

- Televisión

- - Henrique Cymerman
  - Helena Resano
  - Carlos Sobera
  - Manuel Torreiglesias
  - Televisión Española

- Revelación
  - Mara Torres

- Doblaje
  - Héctor Cantolla

- Entrañables
  - Mari Carmen y sus muñecos
  - José María García
  - Fernando García de la Vega
  - Mari Carmen Goñi

- Publicidad
  - Grupo Leche Pascual

- Relaciones Públicas
  - Grupo Vichy Catalán

## Premios años 2007
Otorgados el 10 de mayo de 2008 en Marbella.
- Radio

- - Carlos Herrera
  - Nieves Herrero
  - Pepa Fernández
  - Cristina López Schlichting
  - Luis del Olmo
  - Olga Viza

- Prensa

- - Fernando Ónega
  - Raúl del Pozo
  - Pedro J. Ramírez
  - Isabel San Sebastián

- Televisión
  - Ana Blanco
  - Anne Igartiburu
  - Lorenzo Milá
  - Helena Resano
  - Miguel Gómez Molina
  - Fernando Valverde

- Entrañables

- - Rosa María Mateo
  - Tico Medina
  - Pilar Calvo
  - Carmen Sevilla
  - Eduardo Sotillos
  - José Luis Uribarri
  - Laura Valenzuela

- Datos: Q6084999